# Ryohei Yoshihama
Ryohei Yoshihama (født 24. oktober 1992) er en japansk fodboldspiller, som spiller for den japanske fodboldklub Renofa Yamaguchi FC.